# NGC 6530
NGC 6530 est un très jeune amas ouvert situé dans la constellation du Sagittaire. Il a été découvert par l'astronome sicilien Giovanni Battista Hodierna avant 1654. NGC 6530 est situé au sein de la nébuleuse de la Lagune.

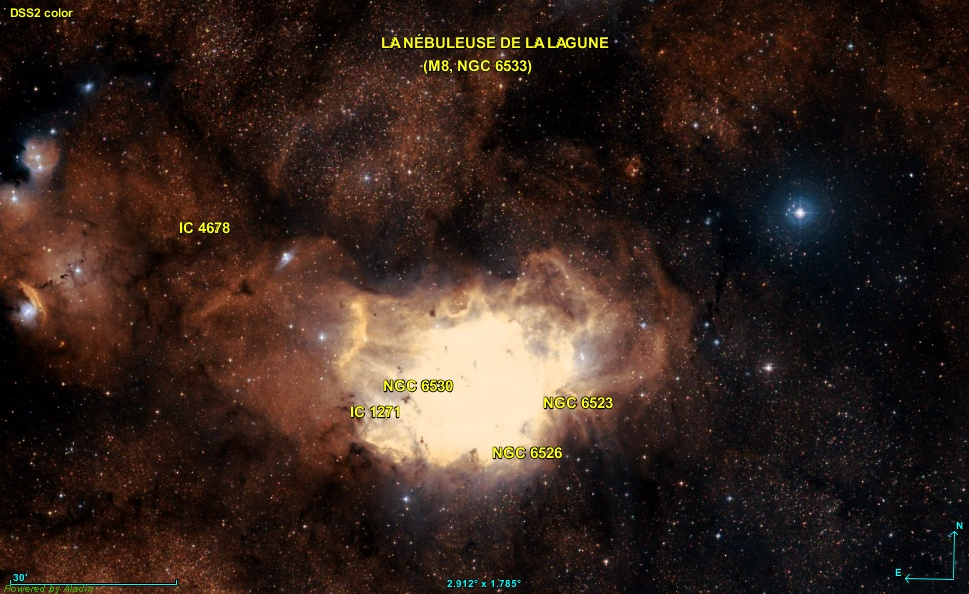
Les divers objets NGC et IC dans la nébuleuse de la Lagune.

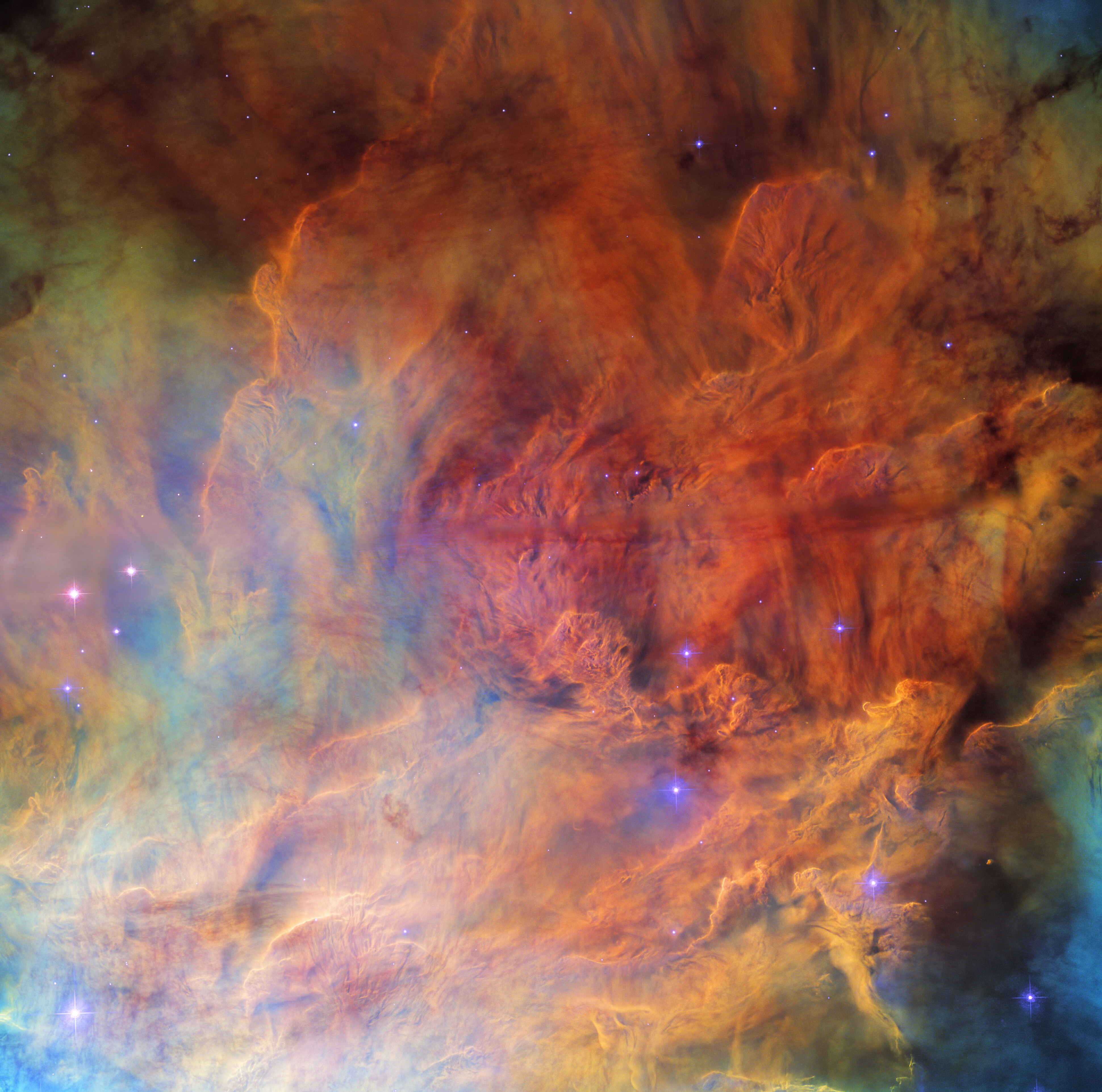
Une partie de l'amas ouvert NGC 6530 prise par le télescope Hubble. L'amas est situé au sein de la nébuleuse de la Lagune, un gigantesque nuage interstellaire de gaz et de poussière, qui donne à cette image son aspect de fumée agitée constellée d'étoiles.

Selon la classification des amas ouverts de Robert Trumpler, cet amas renferme entre 50 et 100 étoiles (lettre m) dont la concentration est moyenne (II) et dont les magnitudes se répartissent sur un intervalle moyen (le chiffre 2). En réalité, NGC 6530 contient des milliers d'étoiles, un peu plus de 2700 selon une étude basée sur les mesures de la parallaxe par le satellite Gaia et publiée en 2019.

## Observation
Avec une magnitude visuelle de 4,6, cet amas est à peine visible à l'œiel nu. On peut cependant l'observer aisément avec de petites jumelles.

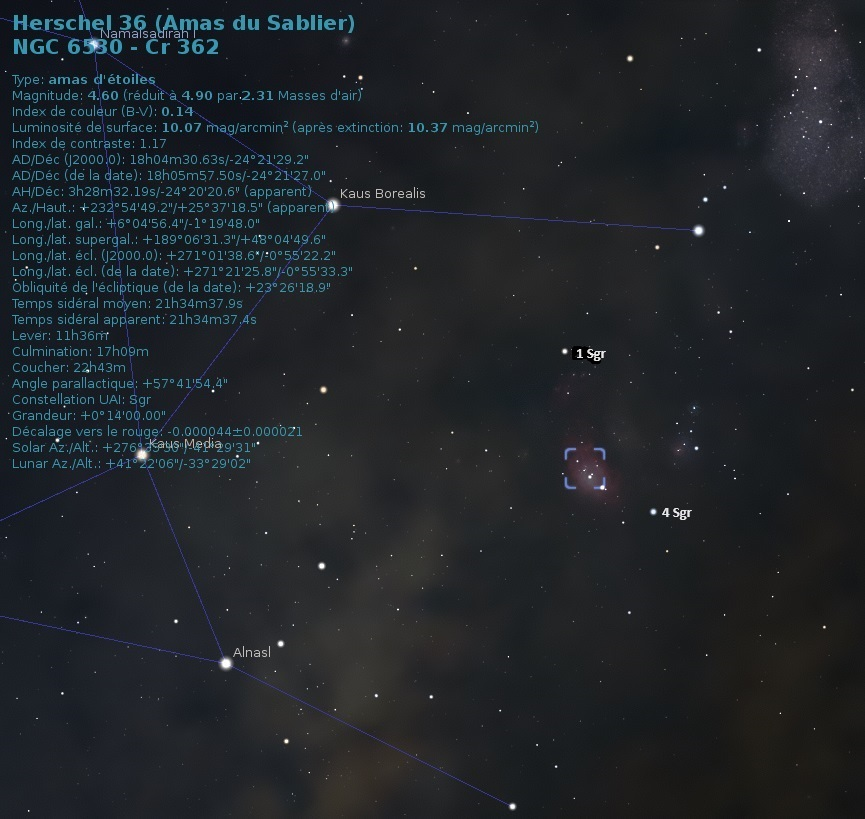
Localisation de NGC 6530 dans la constellation du Sagittaire.

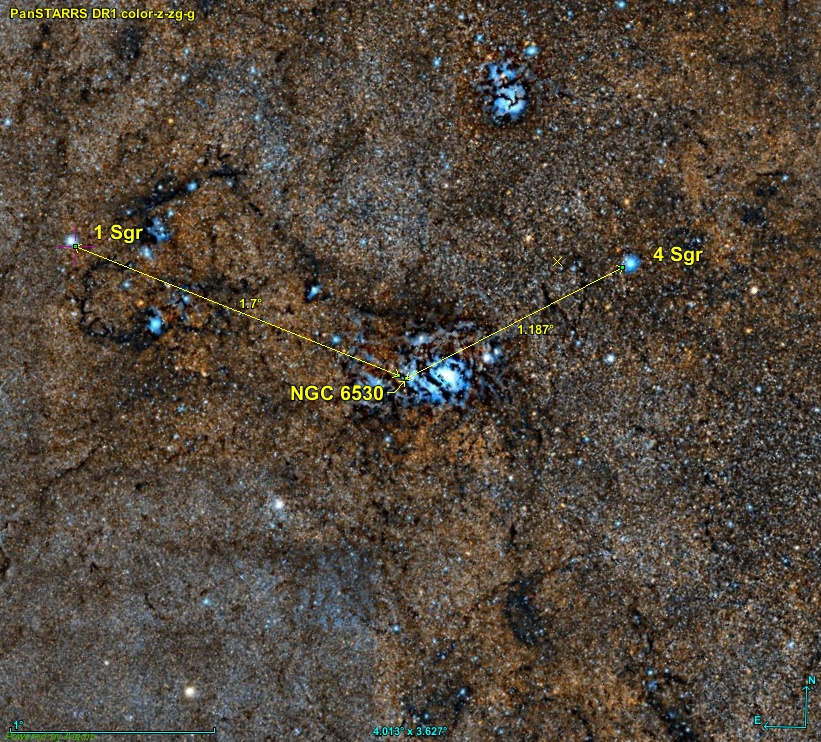
Position de NGC 6530 par rapport à deux étoiles.

NGC 6530 est situé à environ 1,7 degré au sud-est de l'étoile 1 Sagittari et à quelque 1,2 degré au sud-ouest de 4 Sagittarii.

## Caractéristiques
Cinq valeurs de la distance sont indiquées sur la base de données Simbad: 1 319 pc, 1 206 ± 39 pc, 1 365 pc, 1 336 ± 68 pc et 1 322 pc. Les valeurs proposées par Loktin et Popova sont souvent très différentes. Si on ne considère que les quatre autres valeurs, on obtient une distance de 1 336 ± 21 pc (∼4 360 al).
La taille apparente de l'amas 5' ou 6' (5,5 ± 0,5') ce qui, compte tenu de la distance de 1 336 ± 21 pc et grâce à un calcul simple, équivaut à une taille réelle de 7,0 ± 0,7 al.
La vitesse de cet amas est très incertaine. Trois valeurs sont indiquées sur Simbad: −6,50 ± 8,67 km/s, −4,21 ± 6,35 km/s et −1,9 ± 7,2 km/s.

### Métallicité
Simbad rapporte deux valeurs de la métallicité provenant d'articles publiés entre 2012 et 2021 : -0,02 et +0,373. Le pourcentage d'éléments lourds (plus lourd que l'hydrogène et l'hélium) de cet amas est donc compris entre 95% (10-0,02) et 260% (100,01) de celui du Soleil.

### Âge
Webda et Lynga indiquent un âge de 7,4 millions d'années (log10=6,867). Selon une étude publiées en 2023 et basée sur l'appauvrissement en lithium dans la photosphère de 6200 étoiles de 52 amas ouverts , l'âge de NGC 6530 est de 5,01 Ma (log10 age= 6,70 )
.

## Les étoiles
Comme déjà mentionnée, le nombre d'étoiles de l'amas se compte par milliers. Dans une publication de 2019, ce nombre est estimé à 1900. Dans une autre publication de 2020, on rapporte que 1980 étoiles de la région ont été observées et on estime que 1075 parmi celles-ci sont membres de l'amas. Damiani et ses collègues suggère un total supérieur à 2700 étoiles. La bases de données Simbad contient d'ailleurs de nombreuses étoiles désignées comme NGC 6530 Num, où Num est un nombre de 0 à 319. Certaines ne sont cependant pas membres de l'amas, comme HD 164948 qui est aussi désignée comme NGC 6530 88.

### Étoiles variables
Une des méthodes pour déterminer l'appartenance des étoiles à un amas donné est l'évaluation du taux d'extinction qui doit être semblable pour celles-ci. Selon une étude publiée en 2019 qui utilisait cette méthode, 661 étoiles variables ont été confirmées comme membre de NGC 6530 dont 333 sont des  T Tauri classiques (CTTS) (leur disque d'accrétion est large et leurs raies d'émissions sont alors larges). Les 328 autres sont des T Tauri à raies faibles (WTTS : Weak-line T Tauri Stars).

### Sources de rayon X
L'étude des données recueillies par le l'observatoire spatial Chandra, a permis de découvrir en 2004 884 sources ponctuelles d'émission de rayon X dans NGC 6530 dont 90% à 95% sont des étoiles de la pré-séquence principale. Parmi celles-ci, 220 sources ont été reliées à des étoiles déjà indentifiées dans des catalogues. Les auteurs de l'étude ont pu identifier 731 sources à des étoiles présentes dans le catalogue du relevé infrarouge 2MASS.

### Étoiles brillantes de l'amas

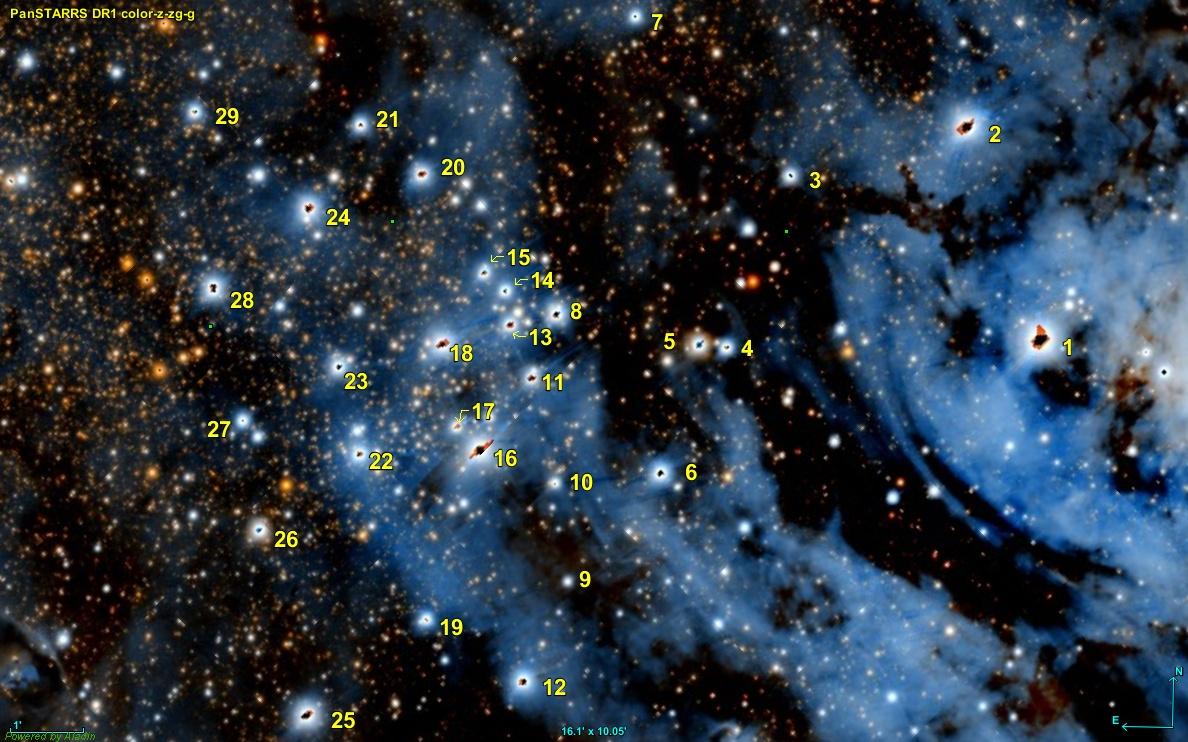
Les étoiles les plus brillantes dans le champ de vision de NGC 6530.

Le logiciel Aladin du centre de données astronomiques de Strasbourg permet d'identifier les étoiles les plus brillantes dans le voisinage de l'amas. Les caractéristiques de ces étoiles sont aussi disponibles sur la base de données Simbad.
Des 29 étoiles du tableau ci-dessous, 23 sont probablement membres de l'amas, trois dont les caractéristiques sont vraiment différentes ne sont sûrement pas membres de l'amas et l'appartenance des trois autres est soit douteuse ou inconnue. La distance moyenne des 23 membres est de 1 279 ± 95 pc (∼4 170 al). Leur mouvement propre moyen est de 1,317 ± 0,417 mas/an en ascension droite et de −1,983 ± 0,385 (mas/an) en déclinaison.
| Nom                     | #   | NGC          | P (mas)         | d (pc)     | μα* (mas/an) | μδ* (mas/an) | type           | mV     | Rem     |
| ----------------------- | --- | ------------ | --------------- | ---------- | ------------ | ------------ | -------------- | ------ | ------- |
| 9 Sgr                   | #1  | NGC 6530 7   | 0,8001 ± 0,0728 | 1250 ± 114 | 0,539        | -2,019       | O4V((f))z C    | 5,97   |         |
| HD 164536               | #2  | NGC 6530 9   | 0,7749 ± 0,0348 | 1290 ± 58  | 1,685        | -1,717       | O9.5V+B0V C    | 6,986  | Be      |
| HD 315025               | #3  | NGC 6530 19  | 0,7656 ± 0,0222 | 1306 ± 38  | -0,032       | -0,973       | B8 D           | 10,756 |         |
| CPD-24 6152             | #4  | NGC 6530 32  | 0,7615 ± 0,0227 | 1313 ± 39  | 1,243        | -2,154       | B2V C          | 10,374 |         |
| CPD-24 6153             | #5  |              | 2,3261 ± 0,0418 | 430 ± 8    | 3,936        | -6,484       | B5 E           | 9,8    | NM      |
| HD 315032               | #6  | NGC 6530 42  | 0,7251 ± 0,0300 | 1379 ± 57  | 1,299        | -2,195       | B0IV C         | 9,122  | Be      |
| CPD-24 6159             | #7  | NGC 6530 49  | 0,7164 ± 0,0209 | 1396 ± 41  | 1,171        | -1,892       | F8 E           | 11,086 |         |
| CD-24 13829             | #8  | NGC 6530 56  | 1,0262 ± 0,0778 | 974 ± 74   | 1,853        | -1,883       | B1.5Vne C      | 9,453  | D/M     |
| NGC 6530 53             | #9  | NGC 6530 53  | 0,7498 ± 0,0549 | 1334 ± 98  | 1,546        | -2,595       | F7-F9III       | 13,050 |         |
| 2MASS J18042134-2423356 | #10 | NGC 6530 54  | 0,7779 ± 0,0173 | 1286 ± 29  | 1,169        | -2,043       | F2-F5III D     | 11,572 |         |
| 2MASS J18042134-2423356 | #11 | NGC 6530 58  | 0,8055 ± 0,0203 | 1241 ± 31  | 1,367        | -2,124       | B2Ve C         | 10,016 | Ae/Be   |
| HD 315033               | #12 | NGC 6530 59  | 0,8672 ± 0,0385 | 1153 ± 51  | 1,610        | -2,158       | B1V C          | 8,9    |         |
| CPD-24 6164             | #13 | NGC 6530 60  | 0,7587 ± 0,0254 | 1318 ± 44  | 1,171        | -2,213       | B1Ve C         | 9,74   |         |
| NGC 6530 61             | #14 | NGC 6530 61  | 0,7377 ± 0,0422 | 1356 ± 78  | 1,150        | -2,103       | B1V C          | 10,282 |         |
| CD-24 13831             | #15 | NGC 6530 66  | 0,8060 ± 0,0268 | 1241 ± 41  | 1,282        | -2,111       | B1V C          | 10,17  |         |
| HD 164906               | #16 | NGC 6530 65  | 0,7443 ± 0,0371 | 1344 ± 67  | 2,084        | -0,829       | B0Ve C         | 7,381  |         |
| CPD-24 6170             | #17 | NGC 6530 70  | 0,8112 ± 0,0352 | 1233 ± 53  | 1,277        | -2,114       | B2V C          | 10,54  |         |
| HD 315031               | #18 | NGC 6530 73  | 0,7727 ± 0,0336 | 1294 ± 56  | 1,476        | -2,150       | B0.5IV/V+B1V C | 9,09   | Bs      |
| NGC 6530 74             | #19 | NGC 6530 74  | 0,8157 ± 0,0153 | 1226 ± 23  | 1,385        | -2,254       | B2-B5 D        | 10,695 |         |
| HD 315024               | #20 | NGC 6530 76  | 0,7413 ± 0,0253 | 1349 ± 46  | 1,423        | -1,945       | B0IV C         | 9,68   |         |
| CPD-24 6176             | #21 | NGC 6530 83  | 0,8168 ± 0,0245 | 1224 ± 37  | 1,162        | -1,795       | B2.5Vne D      | 10,454 |         |
| CD-24 13837             | #22 | NGC 6530 80  | 0,8318 ± 0,0206 | 1202 ± 30  | 1,476        | -2,043       | B1V C          | 9,61   |         |
| V* V5563 Sg             | #23 | NGC 6530 86  | ?               | ?          | -1,209       | -4,736       | B2V C          | 9,8    | NM      |
| HD 31502                | #24 | NGC 6530 93  | 0,6953 ± 0,0347 | 1438 ± 72  | 1,411        | -2,264       | B0V C          | 8,509  |         |
| HD 164948               | #25 | NGC 6530 88  | 7,7507 ± 0,0203 | 129 ± 0    | 6,900        | 45,120       | F8 E           | 8,61   | NM      |
| 2MASS J18043892-2424144 | #26 | NGC 6530 95  | 0,9905 ± 0,0149 | 1010 ± 15  | -1,828       | -3,618       | K0III D        | 10,205 | NM?     |
| CD-24 13844             | #27 | NGC 6530 99  | 0,7944 ± 0,0168 | 1259 ± 27  | 1,536        | -2,034       | B7 D           | 10,92  |         |
| HD 164947               | #28 | NGC 6530 100 | ?               | ?          | ?            | ?            | B2VI C         | ?      | Be, NM? |
| HD 315022               | #29 | NGC 6530 105 | ?               | ?          | ?            | ?            | A3E            | 10,53  | NM?     |

- Be : Étoile Be
- NM : non membres;
- NM? : appartenance douteuse ou inconnue;
- D/M : étoile double ou multiple;
- Ae/Be : étoile Ae/Be de Herbig
- Bs : Binaire spectroscopique

Simbad montre aussi un bouton nommé Children. En cliquant sur ce bouton, on atteint une section de cette base de données qui renferme un tableau contenant 1365 entrées pour NGC 6530. Cependant, des étoiles (les Children) peuvent apparaître plusieurs fois dans la deuxième colonne du tableau, d'où le nombre de liens bibliographiques qui est supérieure au nombre d'étoiles. La quatrième colonne de ce tableau indique la probabilité que l'étoile appartienne à l'amas. En cliquant sur le titre de cette colonne, on peut classer la probabilité par ordre croissant ou décroissant. En cliquant sur la désignation de l'étoile, on atteint la page de Simbad qui résume ses propriétés.